# Krasivka (Dîcikiv), Ternopil
Krasivka (în ucraineană Красівка) este un sat în comuna Dîcikiv din raionul Ternopil, regiunea Ternopil, Ucraina.

## Demografie
Componența lingvistică a localității Krasivka
     Ucraineană (99,52%)
     Alte limbi (0,48%)
Conform recensământului din 2001, majoritatea populației localității Krasivka era vorbitoare de ucraineană (99,52%), existând în minoritate și vorbitori de alte limbi.